# Rozstaje (Gdańsk)

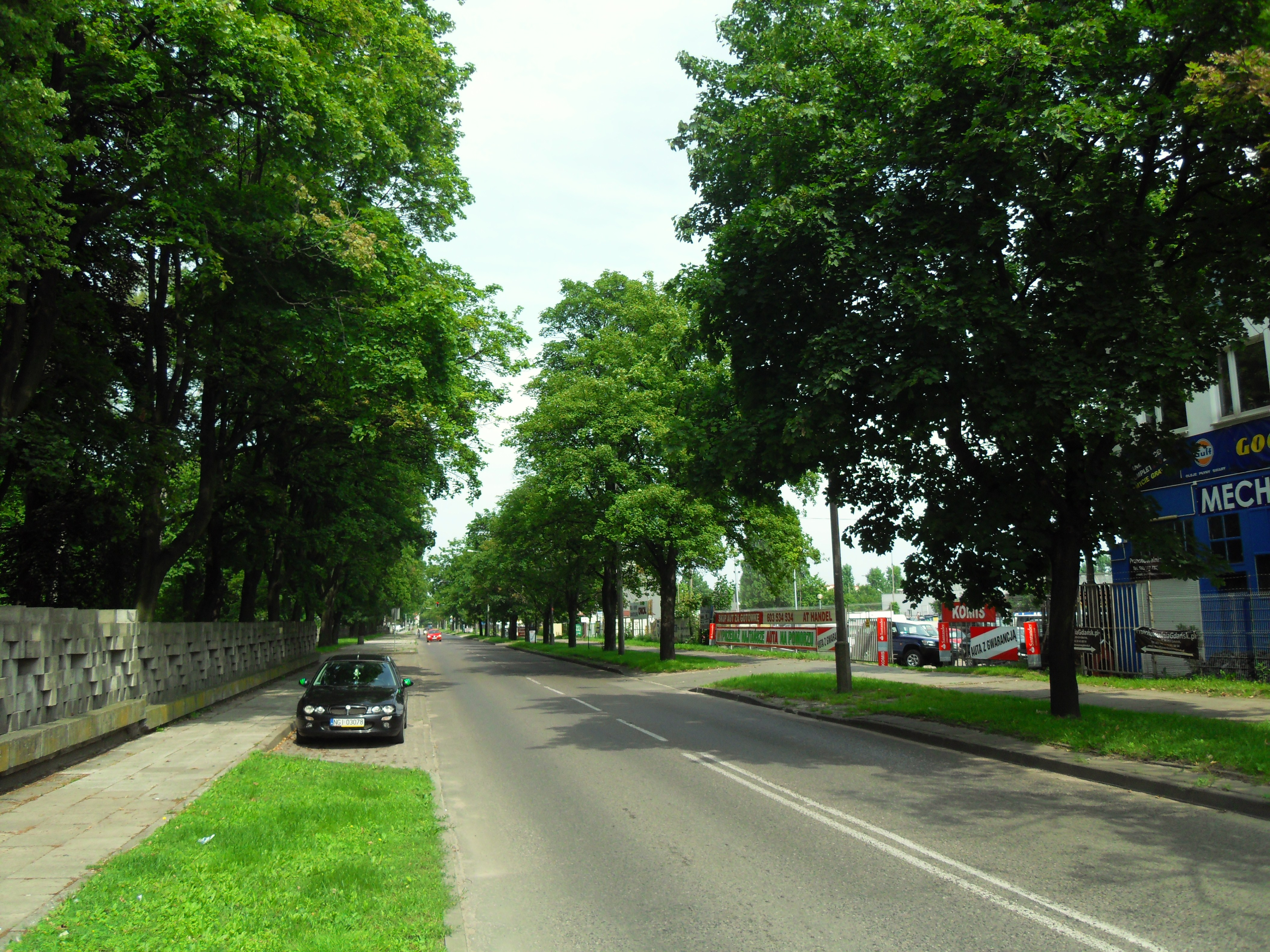
Rozstaje, ul. Chrobrego

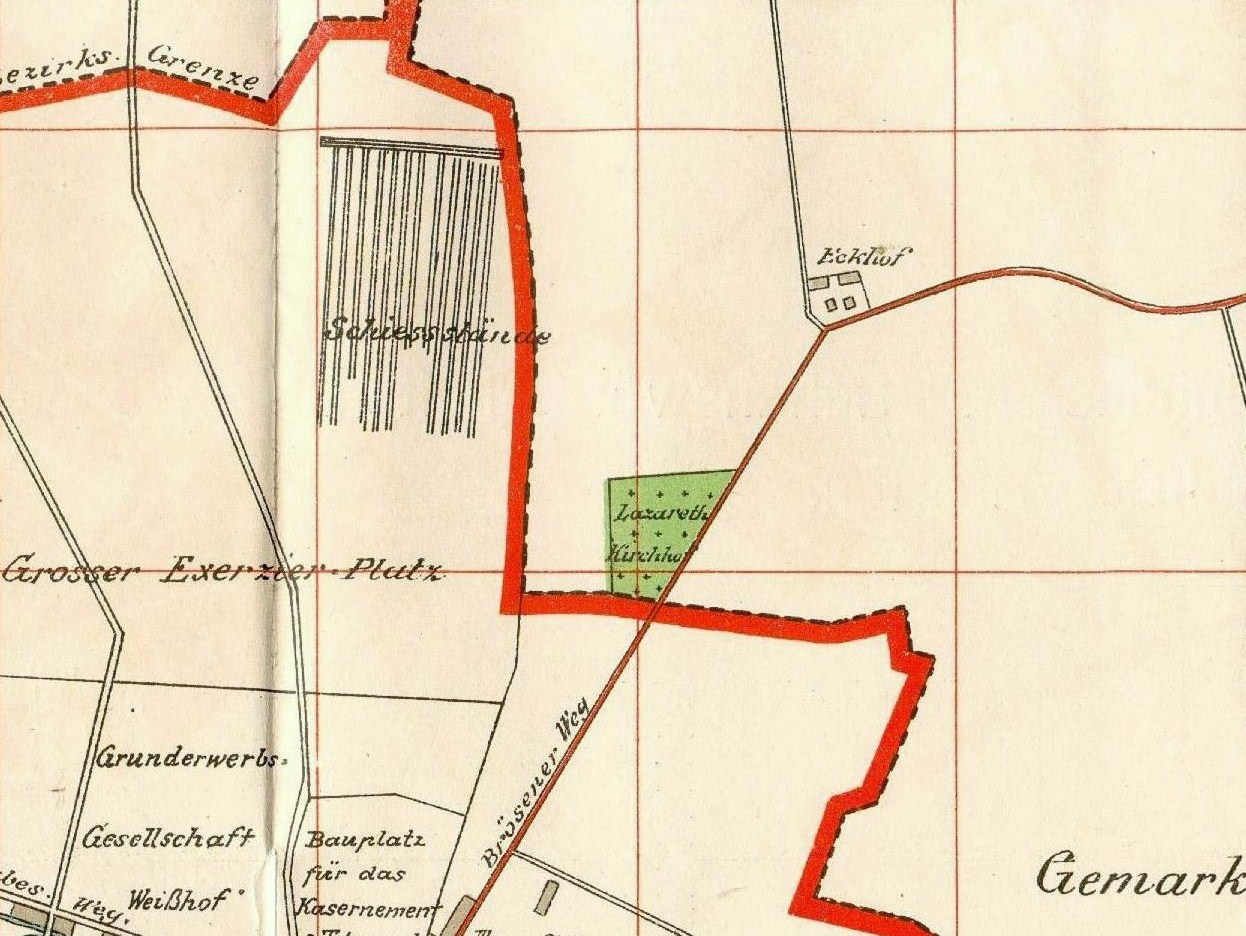
Dwór Rozstaje (Eckhof) i cmentarz na Zaspie na mapie z 1912

Rozstaje (niem. Eckhof) – część Gdańska, w dzielnicy Zaspa-Rozstaje.

## Historia
Rozstaje jest jednym z dawnych dworów należących do jednostki morfogenetycznej Zaspa, która została przyłączona w granice administracyjne miasta 1 kwietnia 1914. Po raz pierwszy nazwa pojawia się na mapach 1833 r. Rozstaje jest jedynym spośród dworów, które przetrwały walki w 1945 r. W latach trzydziestych XX w. jego właścicielem był Zygmunt Moczyński.

## Położenie
Położony w miejscu rozwidlenia drogi z Nowych Szkotów do Brzeźna (Brösener Weg, ul. Chrobrego) oraz drogi do Konradowa i innych dworów Zaspy (obecna ul. Powstańców Wielkopolskich). Obecnie dwór znajduje się pod adresem Chrobrego 94.
Nazwa Rozstaje została przeniesiona na część dzielnicy mieszkaniowej leżącą po wschodniej stronie al. Rzeczypospolitej. 